# Внутрішні Гебриди

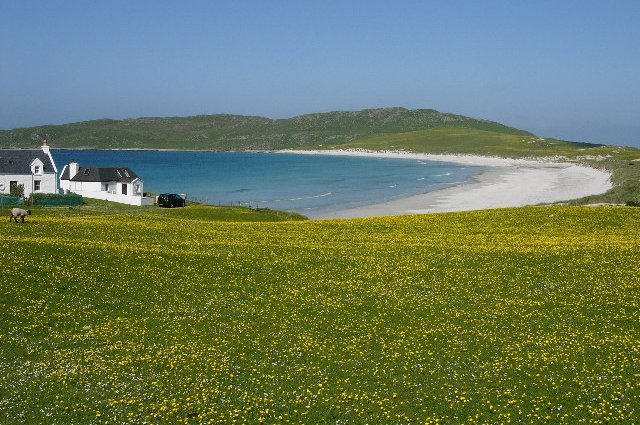
Вид на захід до затоки Бейлфуйл (Balephuil Bay), острів Тірей через махар (луки).

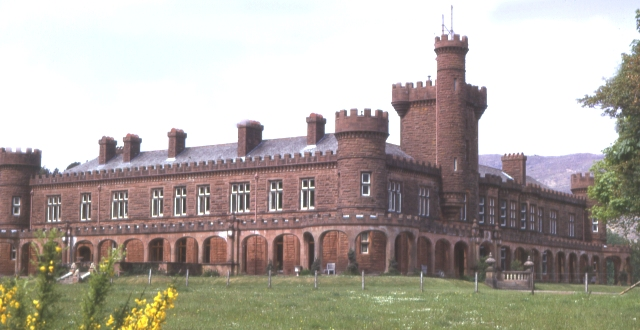
Замок Кінлох, острів Рум

Внутрішні Гебриди (англ. Inner Hebrides; шотл. гел. Na h-Eileanan a-staigh, «внутрішні острови») — архіпелаг поруч з західним берегом материкової Шотландії, на південний схід від Зовнішніх Гебрид. Разом ці дві групи островів формують Гебридські острови, які мають м'який морський клімат. Внутрішні Гебриди складаються з 35 населених островів та 44 ненаселених островів з площею більше 30 га. Головними галузями економіки є туризм, приватне сільське господарство (крофтінг), рибальство та виготовлення віскі. У сучасні часи Внутрішні Гебриди утворюють частини двох місцевих адміністративних одиниць, на півночі та на півдні. Разом, площа островів складає бл. 4 130 км² та населення 18 948 осіб у 2011 р. Щільність населення таким чином складає 4,6 людини на км².
На островах розташовані різні важливі доісторичні споруди, деякі з яких мають вік старший за перші письмові згадки островів давньоримськими та давньогрецькими авторами. У історичний період першими відомими поселенцями були пікти на півночі та ґели у південному королівстві Дал Ріада; потім острови стали частиною Королівства Островів вікінгів, які правили тут понад 400 років до того, як влада була передано до Шотландії Пертським миром 1266 року. Потому контроль над островами утримували різні голови кланів, переважно Макліни, Маклауди і Макдональди. Депортація шотландських горців 19-го ст. мала руйнівний вплив на багато спільнот островів і лише в останні десятиліття населення островів припинило зменшуватись.
Морський транспорт є основним і ряд поромних переправ з'єднує острови і материкову Шотландію. Шотландська гельська мова у деяких районах лишається поширеною; пейзажі островів надихали багатьох митців; а дика природа є різноманітною.

## Географія
Найбільшими островами є, з півдня на північ, Айлей, Джура, Малл, Рум і Скай. Скай є найбільшим (1656 км²) і найбільш населеним (трохи більше 10 тис. людей).
Південна група належить до Аргіллу, території, яка грубо відповідає основі давнього королівства Дал Ріада, і включена до сучасного унітарної області Аргілл-і-Б'ют. Північні острови є частиною графства Інвернессшир і належать до області Гайленд.

### Фізичні характеристики
Десять найбільших островів:
| Острів   | Англійська/ ґельська назва                        | Area (га) | Населення | Найвища точка  | Висота (м.н.м.) | Носії ґельської мови |
| -------- | ------------------------------------------------- | --------- | --------- | -------------- | --------------- | -------------------- |
| Колл     | Coll/Colla                                        | 7685      | 195       | Ben Hogh       | 104             |                      |
| Колонсей | Colonsay/Colbhasa                                 | 4074      | 124       | Carnan Eoin    | 104             | 20.2 % (15)          |
| Егг      | Eigg/Eige                                         | 3049      | 83        | An Sgurr       | 393             |                      |
| Айлей    | Islay/Ìle                                         | 61 956    | 3228      | Beinn Bheigeir | 491             | 19 % (613)           |
| Джура    | Jura/Diùra                                        | 36 692    | 196       | Beinn an Òir   | 785             |                      |
| Лісмор   | Lismore/Lios Mor                                  | 6231      | 192       | Lios Mor       | 444             | 26.9 % (50)          |
| Малл     | Mull/Muile                                        | 87 535    | 2800      | Ben More       | 966             |                      |
| Раасей   | Raasay/Ratharsair                                 | 6231      | 161       | Dùn Caan       | 444             | 30.4 % (48)          |
| Рум      | Rùm/Rùm                                           | 10 463    | 22        | Askival        | 812             |                      |
| Скай     | Skye / An t-Eilean Sgitheanach або Eilean a' Cheò | 165 625   | 10 008    | Sgurr Alasdair | 993             | 29,4 % (2 942)       |
| Тайрі    | Tiree/Tioridh                                     | 7834      | 653       | Ben Hynish     | 141             | 38,3 % (250)         |
| Всього   |                                                   |           | 18 947    |                |                 | 3 918                |

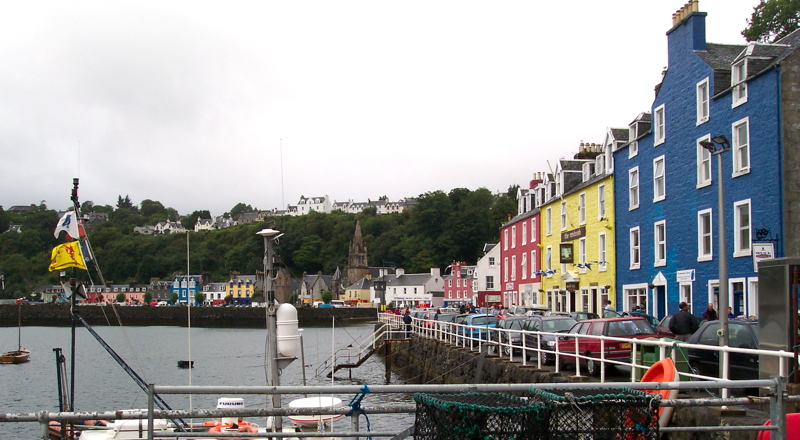
Тоберморі, найбільше поселення на Маллі

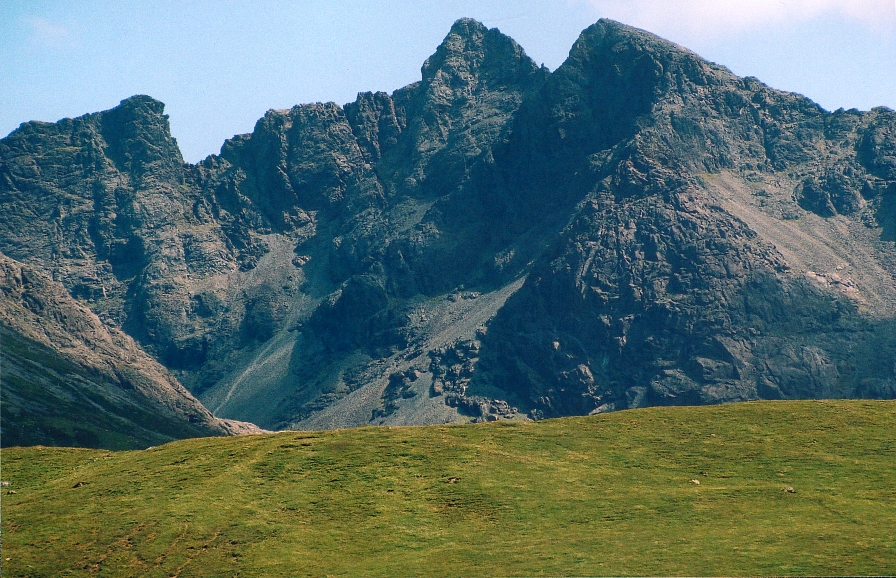
Сґурр Аласдер (Sgurr Alasdair), найвищий пік Внутрішніх Гебрид

Геологія та геоморфологія островів різна. Деякі, такі як Скай та Малл, скелясті, а інші, такі як Тайрі, відносно низинні та пласкі. Найвищими горами є Куллінс на острові Скай, хоча пагорби висотою понад 300 метрів поширені і на інших островах. Значну частину берегової лінії займають махар (англ. machair), родючі низинні дюнні пасовища. Багато островів омиваються сильними течіями, а припливний вир у Коррівреканській затоці між островами Скарба та Джура є одним з найбільших у світі.
Архіпелаг Внутрішні Гебриди, крім більших островів, включає ряд менших архіпелагів, у тому числі острови Аскріб, острови Кроулін, острови Слейт, Маленькі острови, Літні острови та острови Трешніш.

### Населення

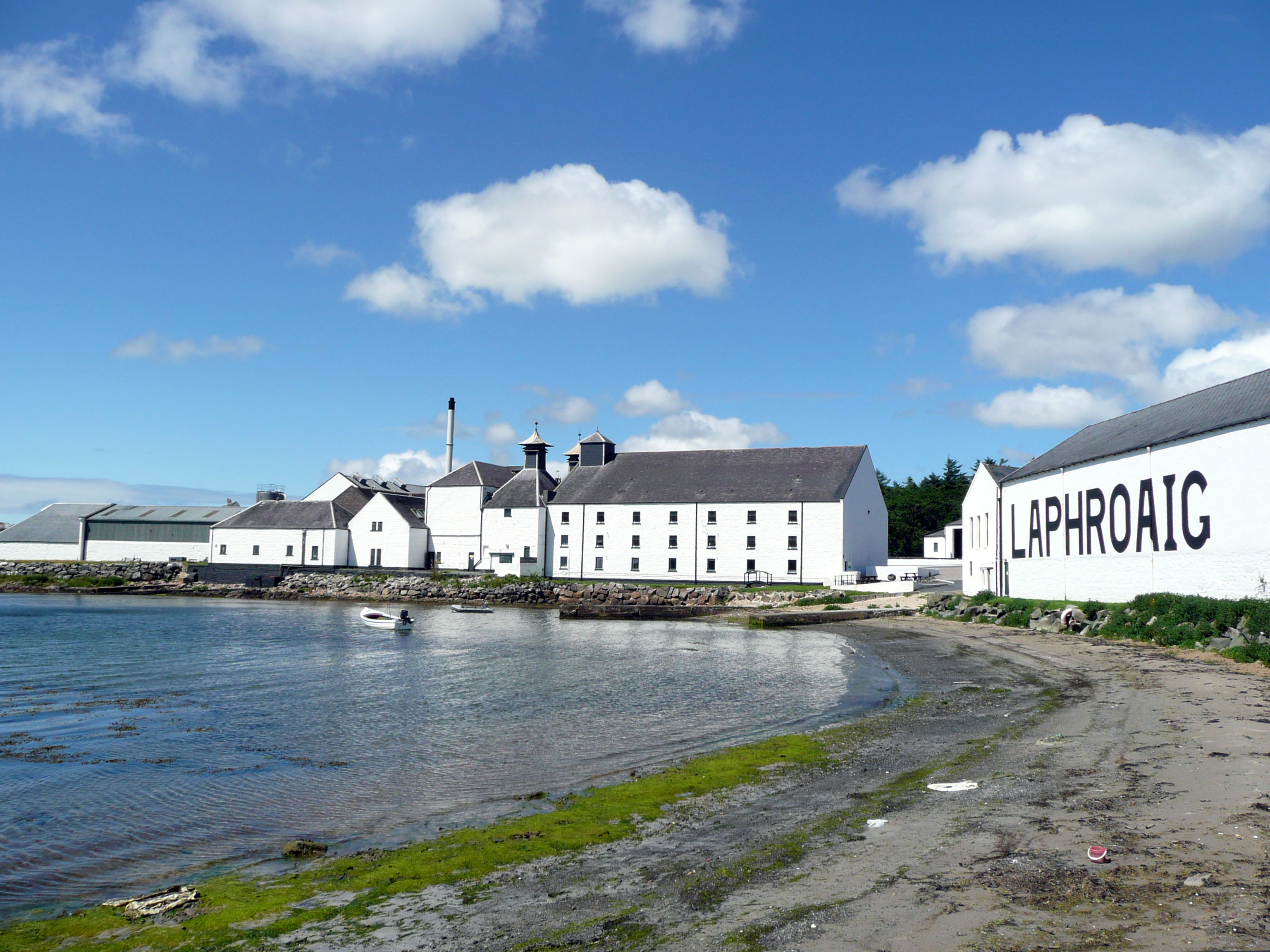
Винокурня віскі Laphroaig, Айлей

Населені острови Внутрішніх Гебрид мали населення 18 257 осіб за переписом 2001 р. і 18 948 в 2011 р. За той же період загальне населення шотландських островів виросло на 4 % до 103 702 осіб.
Також існує 44 ненаселених острови Внутрішніх Гебрид з площею більше 30 км². Записи щодо останньої дати присутності населення на менших островах неповні, але більшість з них мали населення колись під час періодів Неоліту, Залізної доби, Раннього Середньовіччя або доби вікінгів. Разом з багатьма іншими головними архіпелагами Шотландії, багато менших і віддаленіших островів були покинуті у 19-20-му ст., деколи після безперервного заселення з доісторичних часів. Ці острови розглядались як відносно самодостатні аграрні економіки, але серед островитян та зовні розвинулась точка зору, що більш віддалені острови не мають необхідних послуг сучасної індустріальної економіки. А населення більших островів в цілому виросло більше ніж на 12 % з 1981 до 2001 р.
Основними видами економічної діяльності є туризм, крофтінг (приватне хуторське сільське господарство), рибальство та виробництво віскі (основним з яких є віскі острова Айлей, але також «Talisker» на острові Скай, «Isle of Jura Single Malt» острова Джура та «Tobermory» і «Ledaig» на острові Малл)). В цілому, ця територія відносно залежна від первинного сектора економіки і державного сектора; існує залежність від самозайнятості та мікробізнесу, і більшість територій визначені «Highlands and Islands Enterprise» як економічно «вразливі території». Однак на островах є високий потенціал розвитку відновлювальної енергетики, особливо оншорних та оффшорних вітроелектростанцій; а півострів Сліт острова Скай є прикладом більш економічно багатого регіону. Для деяких островів створені трасти розвитку, які підтримують місцеву економіку.

### Клімат
Вплив Атлантичного океану і Північно-Атлантичної течії створює м'який морський клімат. Температури як правило прохолодні, в середньому 6,5 °C у січні та 15,4 °C у липні у Дюнтульмі на півострові Троттерніш острова Скай. На рівні моря сніг можна рідко побачити, а заморозки рідші, ніж на материковій частині. Вітри обмежують вегетацію: були зафіксовані швидкості у 128 км/г; найбільш поширені південно-західні. Рівень опадів зазвичай високий між 1300 та 2000  мм на рік, а у горах ще більше. Острів Тірей є одним з найбільш сонячних місць у Шотландії (у 1978 році було зафіксовано 300 сонячних днів). Троттерніш як правило має 200 сонячних годин у травні, найбільш сонячному місяці.
| Клімат м. Дюнтульм, Скай | Клімат м. Дюнтульм, Скай | Клімат м. Дюнтульм, Скай | Клімат м. Дюнтульм, Скай | Клімат м. Дюнтульм, Скай | Клімат м. Дюнтульм, Скай | Клімат м. Дюнтульм, Скай | Клімат м. Дюнтульм, Скай | Клімат м. Дюнтульм, Скай | Клімат м. Дюнтульм, Скай | Клімат м. Дюнтульм, Скай | Клімат м. Дюнтульм, Скай | Клімат м. Дюнтульм, Скай | Клімат м. Дюнтульм, Скай |
| Показник                 | Січ.                     | Лют.                     | Бер.                     | Квіт.                    | Трав.                    | Черв.                    | Лип.                     | Серп.                    | Вер.                     | Жовт.                    | Лист.                    | Груд.                    | Рік                      |
| Середній максимум, °C    | 6,5                      | 6,6                      | 8,1                      | 9,6                      | 12,4                     | 14,3                     | 15,4                     | 15,7                     | 14,2                     | 11,5                     | 9,1                      | 7,6                      | 10,9                     |
| Середній мінімум, °C     | 2,4                      | 2,2                      | 3,3                      | 4,3                      | 6,5                      | 8,7                      | 10,4                     | 10,7                     | 9,4                      | 7,2                      | 5,1                      | 3,6                      | 6,2                      |
| ------------------------ | ------------------------ | ------------------------ | ------------------------ | ------------------------ | ------------------------ | ------------------------ | ------------------------ | ------------------------ | ------------------------ | ------------------------ | ------------------------ | ------------------------ | ------------------------ |

## Доісторичні часи

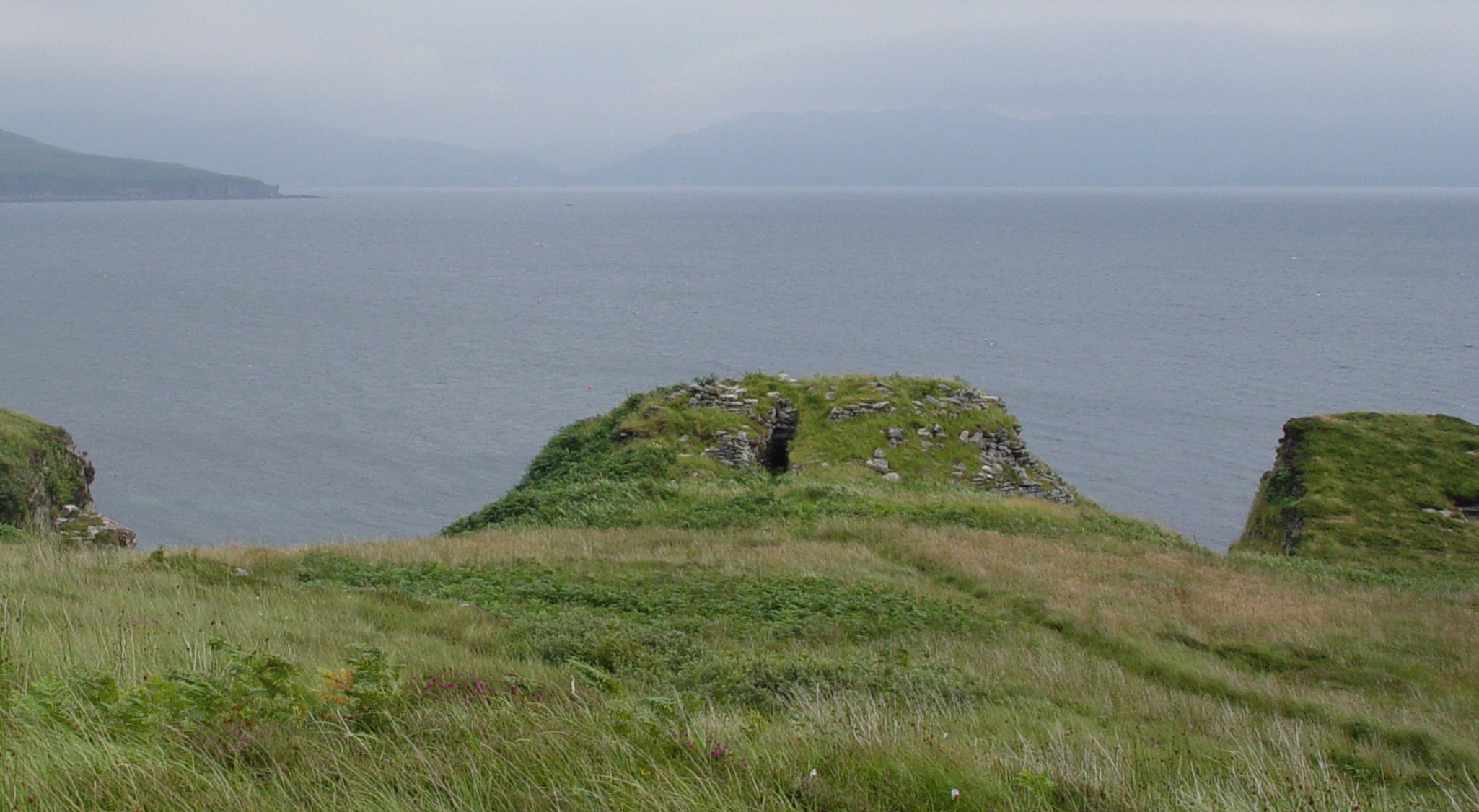
Руїни Дун Рінгілл поблизу Елгора на острові Скай

На Гебридах, які були вперше заселені у Мезоліті, є багато доісторичних ділянок. Флінтова стріла, виявлена в полі біля Брігенда, острів Айлей, була датована 10 800 р. до. н. е.; ця знахідка може вказувати не на постійне поселення, а на літнє полювання. Спалені оболонки фундука та мікроскопічне вугілля, знайдені на Фарм Філдс, Кінлох на острові Рум, вказують на якесь поселення і є одними з найстаріших свідчень поселення у Шотландії.
У Стаоснейг на Колонсей у смітниковій ямі були знайдені свідчення масштабної мезолітичної обробки горіхів, датовані бл. 7000 р. до н. е. Розкопки знайшли сотні тисяч згорілих оболонок фундука, що дало деяке розуміння діяльності спільноти та планування на майбутнє у той період. Всі горіхи були зібрані в один рік, а аналіз пилку дозволяє припустити, що всі дерева ліщини були зрізані одночасно. Масштаб діяльності, безперецедентний деінде у Шотландії, та відсутність великого дикого звіра на острові, дозволяє припустити, що спільнота, під час перебування на Колонсей, мала переважно вегетаріанську дієту.
Три кам'яні вогнища та сліди червоної вохри, знайдені на острові Джура та датовані 6000 р. до н. е., є найбільш ранніми кам'яними спорудами, знайденими на поточний момент у Шотландії. Однак в цілому неолітичні ділянки на Внутрішніх Гебридах значно менш масштабні та вражаючі від ділянок на Оркні та Західних островах. Збереглися численні ділянки Залізної доби, включаючи залишки форта Дун Рінгілл на острові Скай, який за поземним планом схожий одночасно на брох і на складний атлантичний круглий дім.

## Етимологія

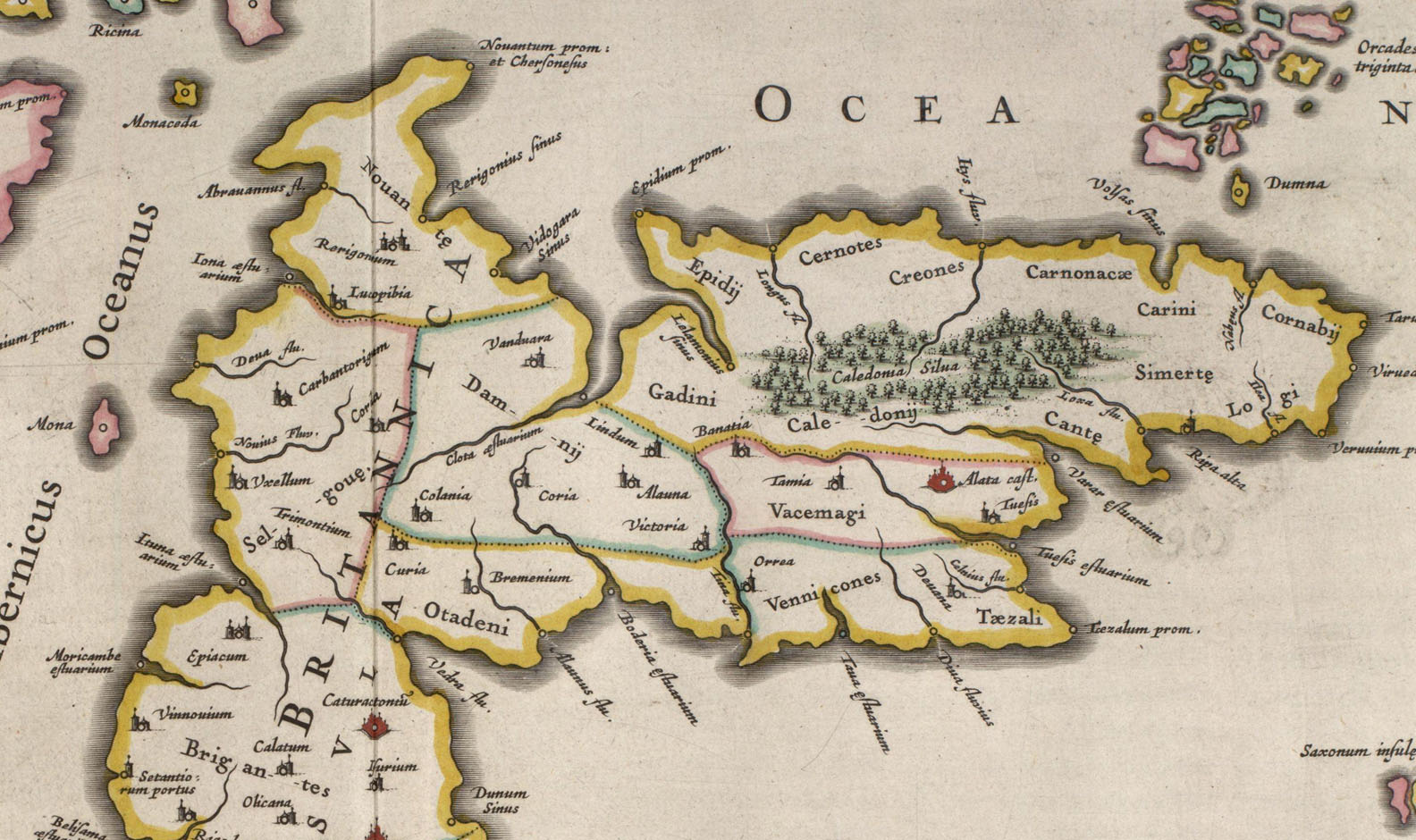
„Стара Британія“ як показано на атласі Шотландії Блау 1654 р., заснованому на Птолемеї.

Найбільш рання відома письмова згадка про ці острови з'являється у „Природній історії“ Плінія Старшого, де він зазначає, що існує 30 „Hebudes“. Клавдій Птолемей через 80 років, бл. 140—150 р.н. е., описував ранішу морську експедицію Агріколи, посилається на п'ять Ἐβοῦδαι („Eboudai“) („Ebudes“ або „Ebudae“ латиною), тому можливо має на увазі саме Внутрішні Гебриди. Пліній можливо взяв інформацію у Піфея з Массілії, який відвідав Британію між 322 та 285 р. до н. е. Можливо, що Птолемей взяв інформацію звідти ж, оскільки інформація Агріколи про західне узбережжя Шотландії є поганої якості.
Ватсон (1926) зазначає, що значення назви „Eboudai“ у Птолемея невідоме, і що корінь може бути докельтським. Інші ранні письмові згадки включають втечу народу немед з Ірландії до „Домон на Ердомон на північ від Альби“, що згадується у „Lebor Gabála Érenn“ 12-го ст. Домон, що означає „острів глибокого моря“ стосується Зовнішніх Гебрид, а Ердомон, що означає „на схід поруч з Домоном“, відповідно, — Внутрішні Гебриди.
Окремі назви островів та поселень на Гебридських островах мають мішане гельське та скандинавське походження.

## Історичні часи

### Дал Ріада
Хоча карта Птолемея позначає різні племена, такі як Creones, які могли жити на Внутрішніх Гебридах у добу давніх римлян, перші письмові записи про життя на островах почалися у 6-му ст. н. е. з записом про заснування королівства Дал Ріада. Королівство приблизно охоплювало сучасний Аргілл-і-Б'ют та Лохабер у Шотландії та графство Антрім в Ірландії.

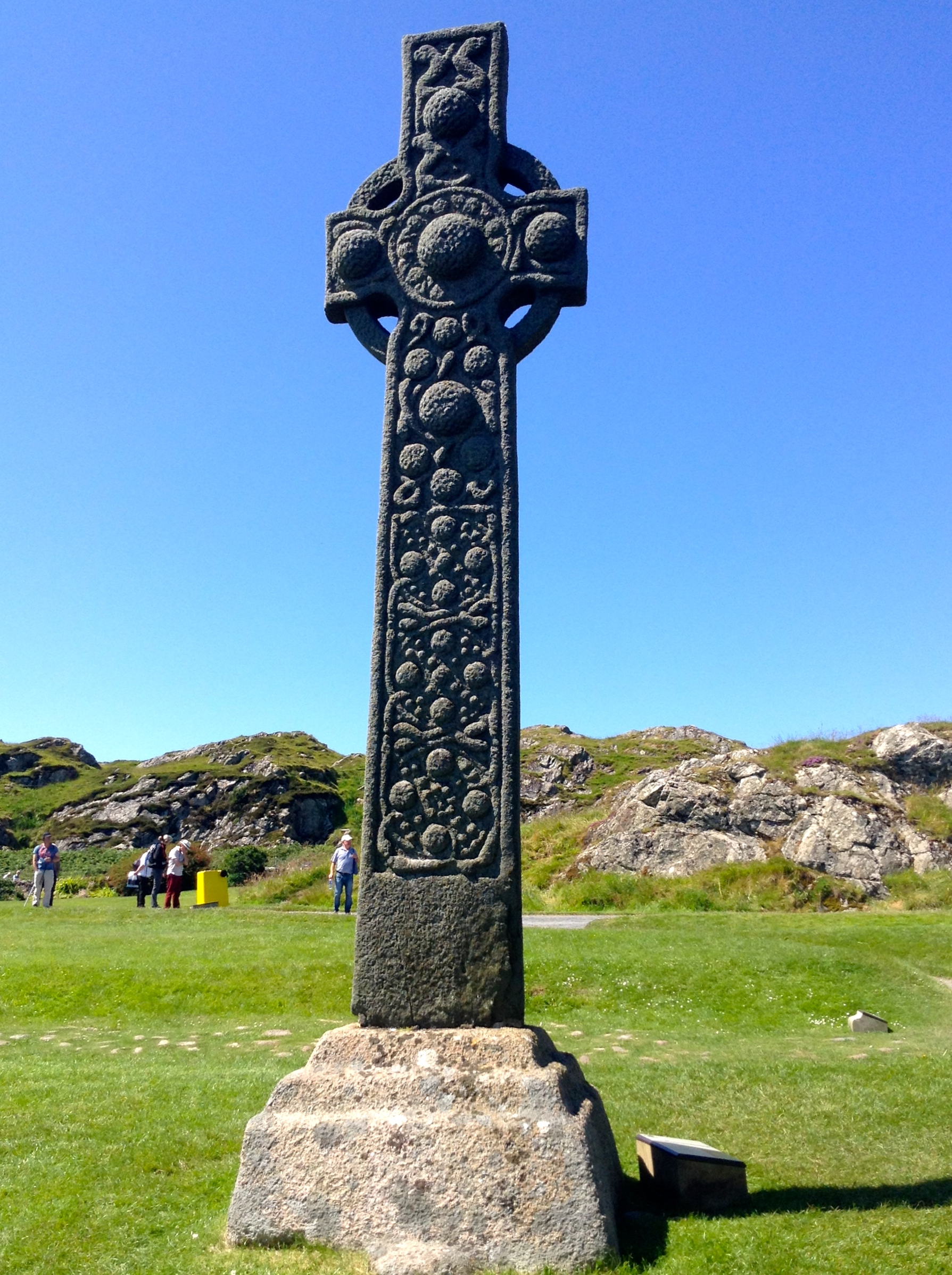
Високий хрест святого Мартіна на острові Йона

В Аргіллі it воно спочатку складалось з трьох головних кланів: клан Лоарна (Cenél Loairn) на півночі та середньому Аргіллі, клан Енгуса (Cenél nÓengusa) на Айлей і клан Габрана (Cenél nGabráin) у Кінтайрі. Наприкінці 7-го ст. набув впливу четвертий рід, клан Комгалла (Cenél Comgaill), який розташовувався у східному Аргіллі.
Постать святого Колумби має велике значення для історії Дал Ріада, а заснування ним монастиря на острові Йона зробило Дал Ріада важливим для поширення християнства у північній Британії. Але монастир на Йоні не був унікальним. Абатство острову Лісмор на території клану Лоарна було достатньо важливим, щоб смерть його абатів досить часто записувалась анналах; також з анналів відомі менші монастирі, наприклад на островах Егг, Гінба та Тайрі.
Незалежність королівства скінчилась у добу вікінгів, і воно врешті решт злилося з землями піктів і утворило королівство Альба.
На північ від Дал Ріада Внутрішні Гебриди номінально були під контролем піктів, хоча історичних свідчень збереглося мало.

### Правління вікінгів

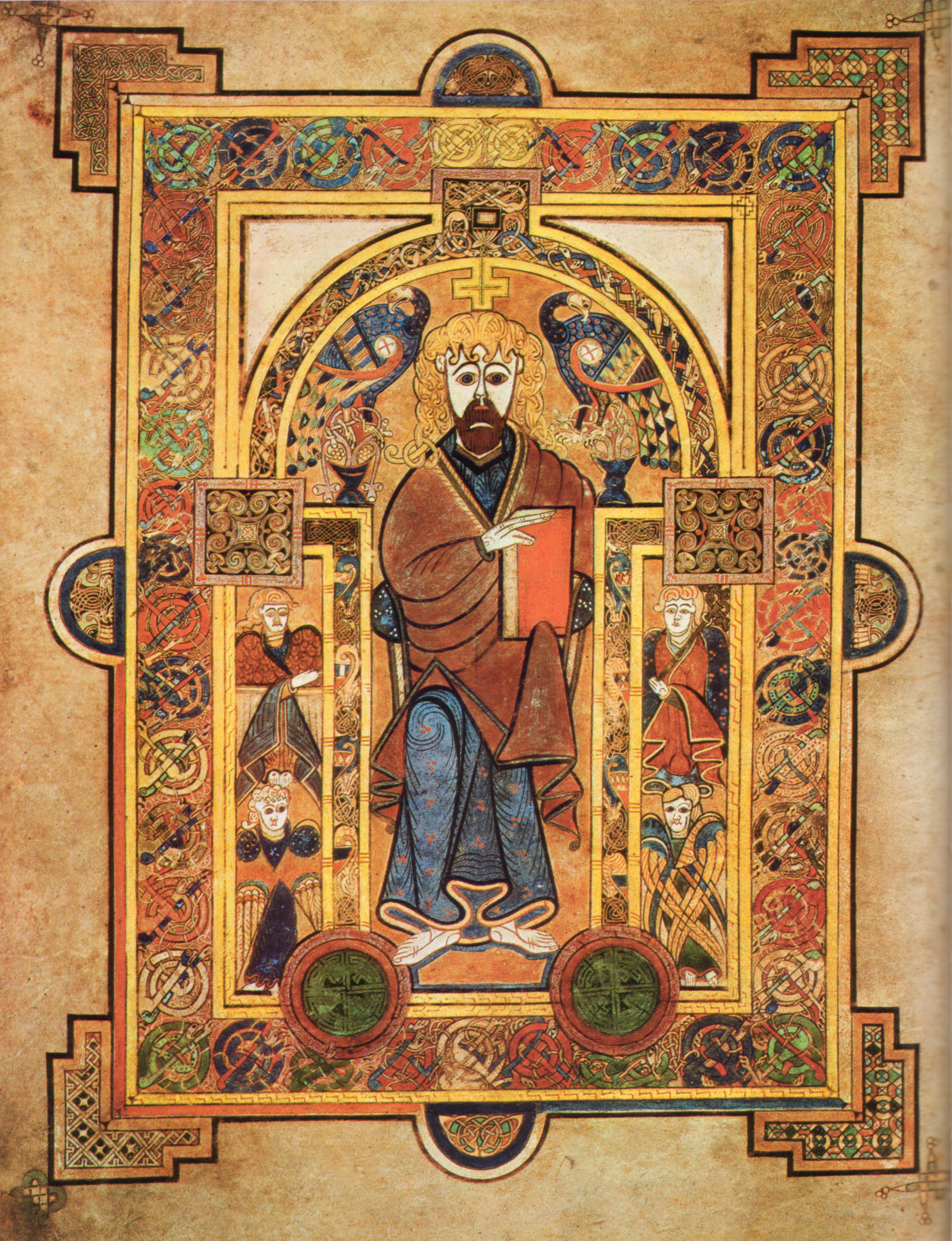
Фоліо 32v „Келльської книги“, яку могли створити монахи монастиря на Йоні та перевезли до Ірландії на збереження після неодноразових набігів вікінгів на Гебриди.

Коли саме вікінги захопили та зайняли Гебридські острови невідомо але збереглися записи про набіги вікінгів на Британські острови з 793 року. „Всі острови Британії“ були розорені 794 року, Йона розорена 802 і 806 року. У 870 році замок Дамбартон був осаджений Амлайбом Конунгом та Імаром, „двома королями вікінгів“. Тому ймовірно домінування скандинавів на західних берегах Шотландії на той момент вже було суттєвим. У 9-му ст. з'являються перші згадки про Gallgáedil (тобто „іноземних гелів“). Цей термін по різному використовувався у наступні сторіччя на позначення осіб змішаного скандинавсько-кельтського походження та/або культури, яка стала домінуючою у південно-західній Шотландії, частинах Північної Англії та на островах.
Історія Гебридів початку 10-го ст. маловідома, але існує запис про Олава мак Сітріка, який брав участь у Битві під Брунанбургом 937 року, як короля Островів у бл.941—980 рр.
Важко співвіднести записи ірландських анналів зі скандинавськими джерелами, такими як „Оркнейська сага“, але існує ймовірність, що голови кланів вікінгів та гельських (Gallgáedil) І Івар сперечались за контроль над цим регіоном більшу частину 9-12-го сторіч. У 990 році Сігурд Дебелий, граф Окрні, став правителем Гебридів та утримував цю позицію до своєї смерті під час Битви при Клонтарфі 1014 року. Далі є непевності в історичних даних, але можливо син Сігурда Торфінн Могутній став правителем бл. 1035 року та правив два десятки років до своєї смерті.
Наприкінці 12-го сторіччя ірландський вплив на острови став сильним і Діармайт мак Майл на м-Бо, Верховний король Ірландії, став правителем острвоа Мен та Гебридських островів до 1072 р. Записи про правителів Гебридів знову непевні до прибуття туди Годреда Крована, якого літописи іменують королем Дубліна та Островів, і який став прабатьком багатьох наступних правителів острова Мен та Островів. Його скинув Муйрхертах Ва Бріайн; Годред втік на острів Айлей, де помер від чуми 1095 р. Рівень впливу на той час клану О'Браєн на острови на північ від острова Мен невідомий, але зростання ірландського впливу у цих морях спричинило різкий та рішучий відгук вікінгів Норвегії.

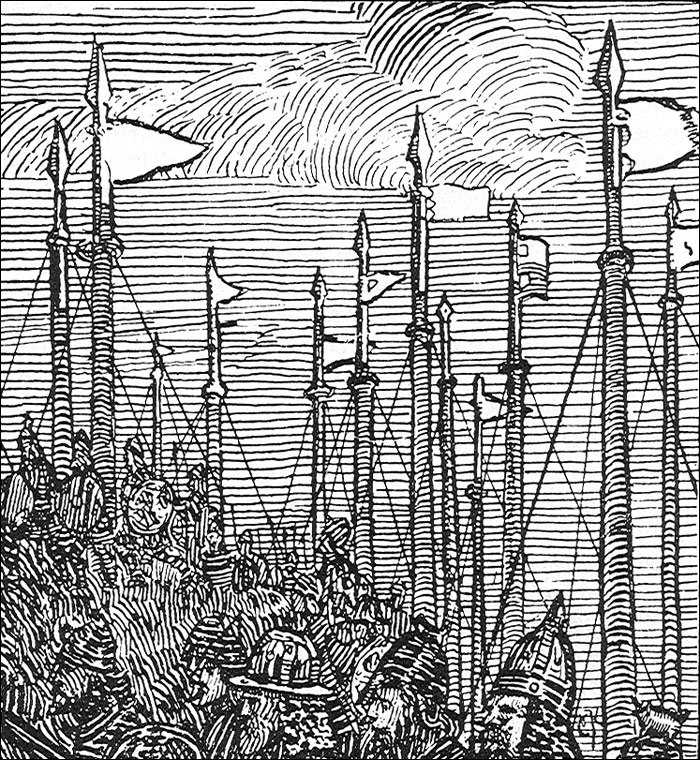
Військо короля Норвегії Магнуса III в Ірландії до його смерті в 1103 році, зображення 19-го ст.

Король Норвегії Магнус III відновив пряму владу Норвегії над Островами до 1098 року.
Другий похід 1102 року був і на саму Ірландію, але король загинув у серпні 1103 року під час битви в Ульстері. Наступним лордом Островів був Лагман Годредсон, а після нього — ряд нащадків Годреда Крована, які (як васали короля Норвегії) правили Гебридами на північ від Арднамурчан наступні 160 років, але їх контроль над південними Внутрішніми Гебридами був втрачений завдяки Сомерледу, самопроголошеному лорду Аргіля.
Певний час Сомерлед правив островом Мен та Гебридами in toto, але загинув 1164 року під час вторгнення на материкову Шотландію. Після цього Годред Чорний, внук Годреда Крована, повернув контроль над північними Гебридами, а південні острови були поділені між синами Сомерледа. Його нащадки врешті решт стали відомі як лорди Островів та породили клани Макдугалл, Макдональд і Макруарі. Однак і за життя Сомерледа, і після шотландські монархи намагались отримати контроль над островами, який мав він та його нащадки. Врешті-решт це привело до вторгнення короля Норвегії Гокона IV. Після „нічиєї“ у Битві при Ларгсі Гокон відступив на Оркні, де помер 1263 року. Після цього походу Гебриди та острів Мен і всі права, які норвезька корона „мала там здавна“ були відступлені королівству Шотландія в результаті Пертського миру 1266 року.

### Клани та правління шотландців
Лорди Островів, як вони були вперше записані 1336 року, продовжили правити Внутрішніми Гебридами та частиною Західних Хайлендс як васали королів Шотландії до моменту, коли Джон Макдональд, четвертий Лорд Островів, знищив впливове становище родини. За таємним договором з королем Англії Едуардом IV, укладеним у замку Ардторніш 1462 року, він став вассалом англійської корони. Коли король Шотландії Яків III дізнався про цей договір 1476 року, він видав указ про конфіскацію земель Макдональда. Деякі землі були повернуті за обіцянку хорошої поведінки, але Макдональд не зміг контролювати свого сина Енгуса Ога, який переміг його у Битві при Кривавій затоці біля берегів Тоберморі, острів Малл, у 1481 році. Подальше повстання його племінника, Олександра з Лохалша, змусило короля Шотландії Якова IV остаточно забрати землі Макдональдів 1493 року.

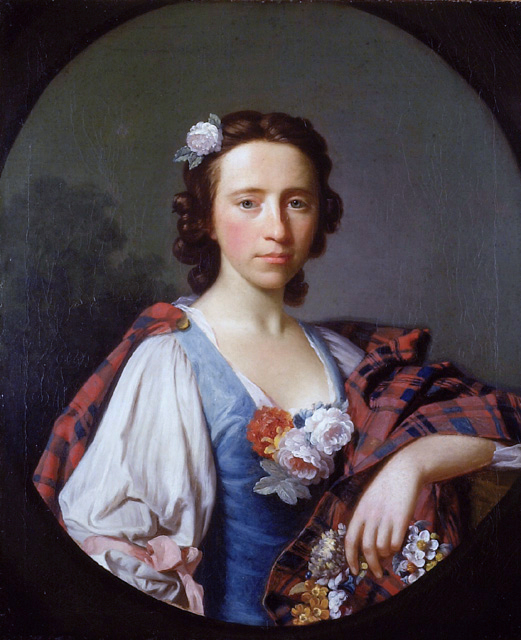
Портрет Флори Макдональд роботи Алана Рамсея

Найбільш впливовими кланами на острові Скай після завершення доби вікінгів були клан Маклауд, який спочатку базувався у Троттерніш, і клан Макдональд у Сліті. Після розпаду Лордства Островів, як незалежний клан піднявся клан Маккіннон, чиї значні землі на острові Скай зосереджувались довкола Стратхайрд. Макдональди з Південного Уїста були заклятими ворогами Маклаудів, і спроба перших вбити церковних прихожан у Трампані як помста за попередню різню на Ейг, стала причиною Битви при Спойлін Дайк 1578 р.
Після придушення повстання якобітів 1745 року, Флора Макдональд прославилась порятунком принца Карла Едварда Стюарта від військ Ганноверів. Оповіді про неї асоціюються з їх втечею через острів Скай і вона похована на Кілмуїр. Семюел Джонсон і Джеймс Босвел відвідал її під час їх „Подорожі до Західних островів Шотландії“ 1773 року, а на її надгробку написані слова Джонсона, що її „Ім'я буде згадуватись в історії, і якщо сміливість та вірність будуть вважатись благородними рисами, то згадуватись з повагою“. Після повстання кланова система була зламана і Гебридські острови стали рядом окремих земельних маєтків.

### Британська доба

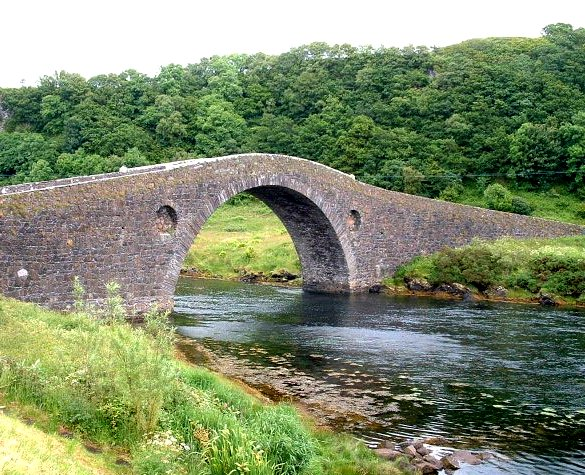
Міст Клахан Телфорда між материковою Шотландією та островом Сейл, також відомий як „Міст через Атлантику“, був збудований 1792 р.

Після укладення Угоди про союз 1707 року Гебриди стали частиною нового Королівства Великої Британії, але вірність кланів далекому монарху була не сильною. Суттєва частина мешканців островів підтримали якобіта графа Мар у „15“ і знову у повстанні 1745 року, включно з кланом Маклауд з Данвегана і Маклі з Лісмора. Наслідки вирішальної Битви при Каллодені, яка розбила надії якобітів на ресторацію Стюартів, були широко відчуті — стратегією британського уряду стало відділити голів кланів від членів клану та перетворити їх нащадків у англомовних землевласників, чиїм основним занепокоєнням був дохід їх маєтків, а не добробут тих, хто жив на їх землях. Це принесло мир на острови, але у наступному столітті за цей мир була сплачена страшна ціна.
На початку 19-го сторіччя був час розвитку та зростання населення. Будувались дороги та набережні, індустрія видобутку сланцю стала значним роботодавцем на Ісделі та островах поруч, а будівництво Крінанського та Каледонського каналів і інші інженерні роботи, такі як „Міст через Атлантику“ Телфорда покращили транспортне сполучення з островами. Однак вже всередині 19-го сторіччя депортація шотландських горців зруйнувала багато спільноти у Хайлендс та на Гебридах, коли поселення людей виселяли та заміняли овечими фермами. Становище було погіршено занепадом індустрії бурих водоростей, яка процвітала на островах з 18-го ст. до кінця Наполеонівських воєн 1815 р.. Масштабна еміграція стала ендемією. Так звана „Битва пагорбів“ (англ. Battle of the Braes) була протестом проти заборони доступу до земель та видачі наказів про виселення і стала каталізатором створення комісії Нап'є, яка 1884 року подала звіт про ситуацію у Хайлендс. Сутички продовжувались до прийняття Акту Крофтера 1886 рок.

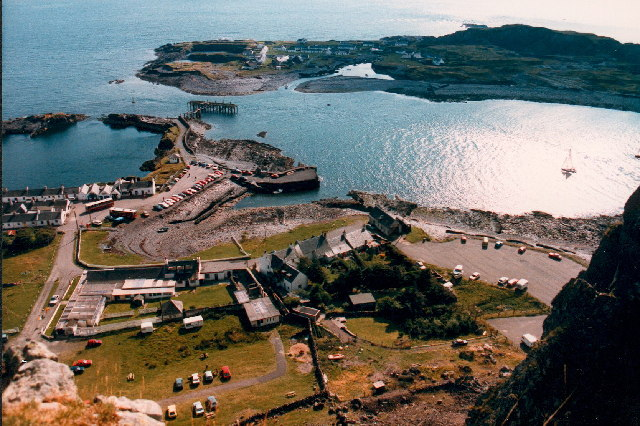
Заповнені морем сланцеві кар'єри на Сейлі (попереду) та Ісдейлі, Сланцеві острови

Для мешканців островів, які не виїхали (напр., емігрували), врешті решт виникли нові економічні можливості у вигляді експорту худоби, риболовства та туризму.. Тим не менш, населення архіпелагу продовжувало падати наприкінці 19-го і майже все 20-те сторіччя. Населення острова Джура скоротилось з 1300 у 1831 р. до менше 250 у 1961 р., а острова Малл з 10 600 у 1821 р. до менше 3 000 у 1931 р.; деякі малі острови були покинуті, серед них острови Трешніш у 1934 р., Ханда у 1948 р., Ейлін Макаскін у 1880-ті рр.
По мірі економічного покращення, у рому числі заміні традиційних солом'яних чорних будинків на сучасні, а у останні роки — за сприяння „Highlands and Islands Enterprise“, населення багатьох островів почало зростати після десятиліть падіння.

## Транспорт

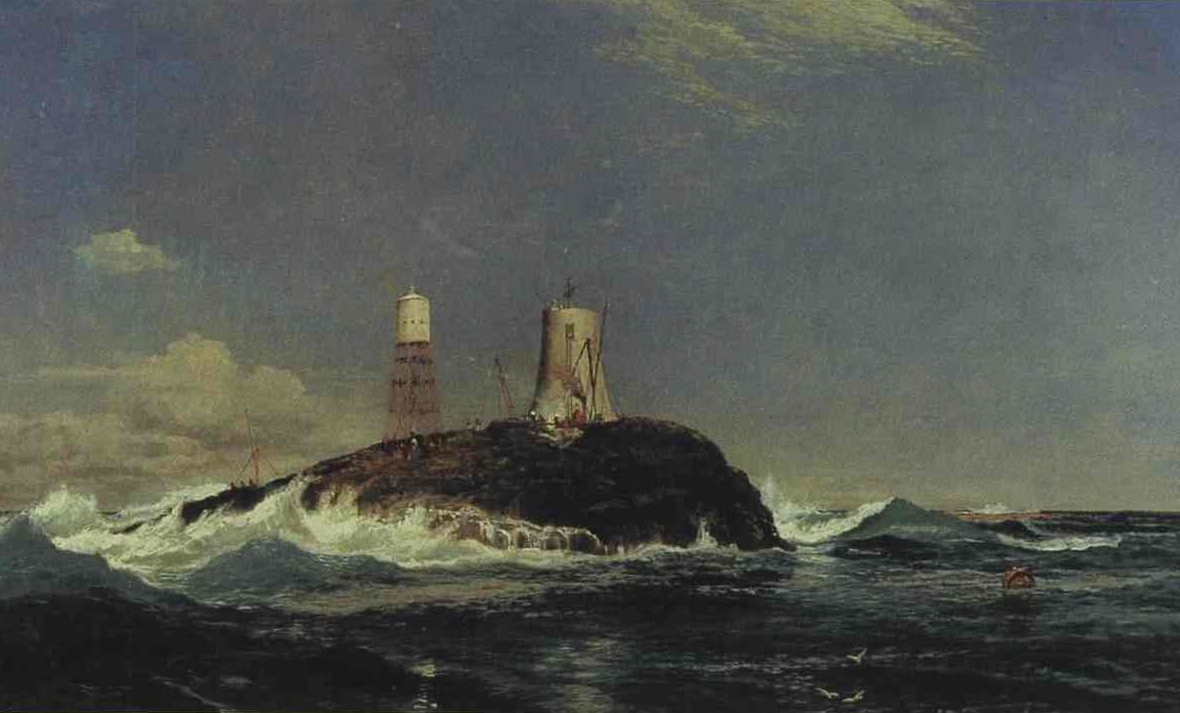
Маяк Dhu Heartach під час будівництва, Сем Буг (Sam Bough) (1822—1878)

Регулярні поромні рейси між Внутрішніми Гебридами та материковою Шотландією існують на різних маршрутах, у тому числі з поселень Кінтайру до островів Гіа та Айлей; з Обана до островів Малл, Колл і Тайрі і Колонсей; з Маллейга до островів Армадейл, Скай та Егг, Мак, Рум & Канна; та від Гленелга до Кайл Реа на півострові Сліт, острів Скай.
Деякі пороми ходять на Внутрішні Гебриди з інших островів, а також на шляху до Зовнішніх Гебридів з Тарберту, Гарріса та Лохмадді до острова Скай і від Каслбей до Тайрі.
Найближчі станції залізниці — у Обані, який має пряме сполучення з Глазго та від Кайл-оф-Лохалш до Інвернесса. Регулярні рейси здійснюються з місцевих аеропортів на островах Скай, Колонсей, Айлей та Тайрі.
Архіпелаг відкритий дії вітрів та припливів, тома довкола розташовані численні місця аварій кораблів. Маяки допомагають навігації у багатьох місцях.
Маяк Dubh Artach розташований на віддаленому скельному острівці та попереджає кораблі не наближатись до нього та розташованих поруч Торран Рокс. Початково вважалось, що на цьому місці збудувати маяк неможливо, але після втрати пароплава „Bussorah“ з усією командою (33 людини) на його першому маршруті 1863 року та загибелі 24 кораблів в цих водах у штормі 30–31 грудня 1865 року він був збудований. Неподалік розташований інший віддалений маяк Skerryvore, який є найвищим у Шотландії (висота 48 метрів).

## Гельська мова

Географічний поділ носіїв гельської мови у Шотландії (2011)

Зараз на Внутрішніх Гебридах бл. 4 000 носіїв гельської мови або 20 % населення.
Носії гойдельських мов були присутні на Внутрішніх Гебридах з часів Колумби або раніше. Сучасний варіант шотландської гельської (Gàidhlig) у деяких місцях досить поширений. Однак закон Шотландії про освіту 1872 року призвів до заборони поколінням гельців розмовляти у навчальних закладах рідною мовою і зараз визнаний критичною шкодою для мови; ще у 1930-ті відомі випадки побиття дітей у школах за розмову гельською.
За даними перепису 2001 року на острові Скай носіями гельської мови були 31 % населення (з нерівномірним розподілом по громадах); на Тайрі — 48 %, на Лісморі — 29 %, Айлей — 24 %, Колл — 12 %, Джура — 11 %, Малл — 13 % та Йона — 5 %. Ті, хто вивчають шотландську гельску, подорожують з усього світу до „Sabhal Mòr Ostaig“, коледжу шотландської гельської, розташованого на острові Скай.
Закон Шотландії про гельську мову 2005 року був прийнятий для підтримки збереження мови.

## Острови у мистецтві

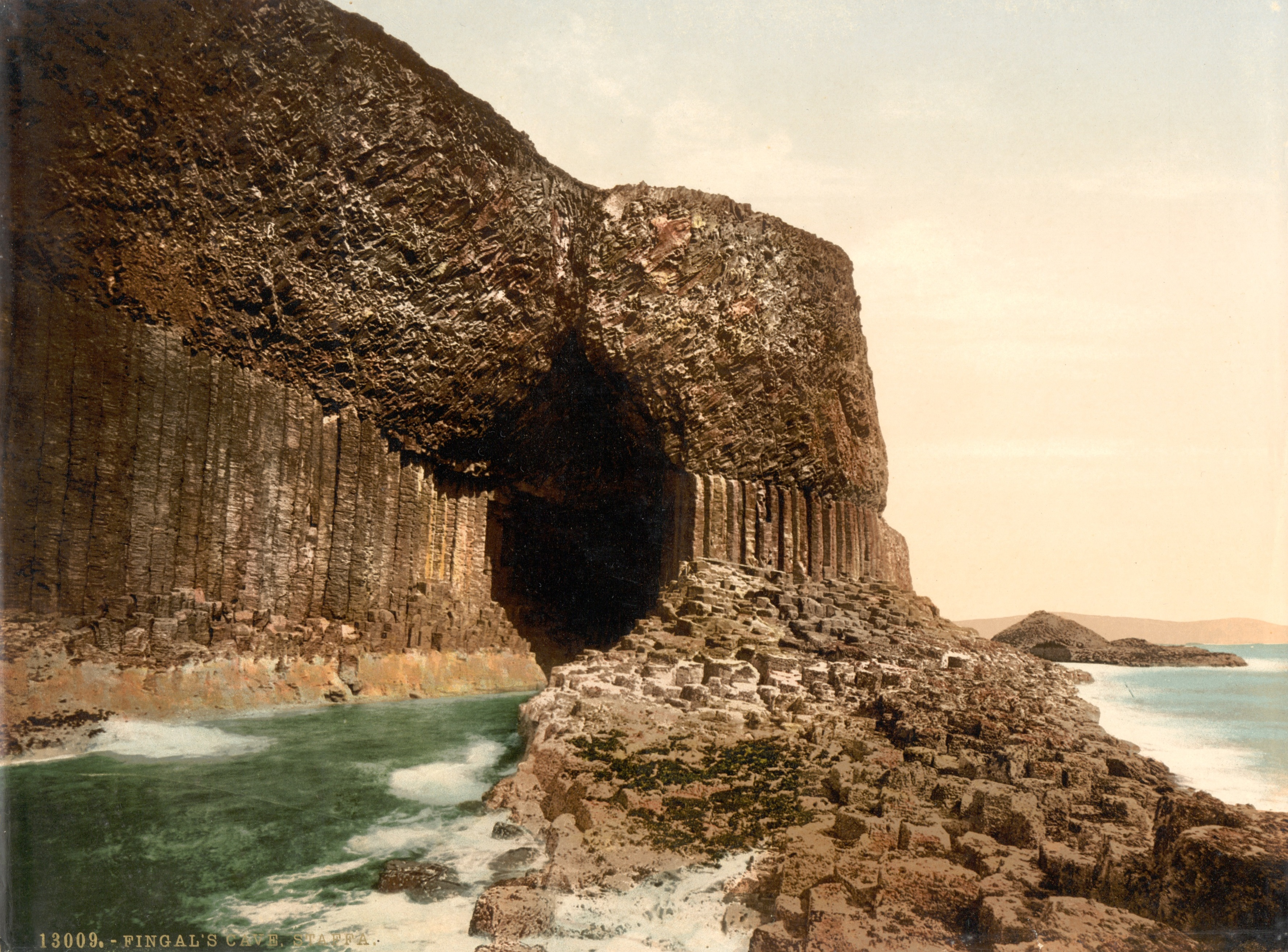
Вхід до печери Фінгала, Стаффа

Пейзажі Гебрид надихали різних музикантів, письменників та художників. «Гебриди» або «Фінгалова печера» — відома увертюра Фелікса Мендельсона, на яку його надихнуло відвідання печери на острові Стаффа. Сучасні музиканти, які творили про Гебриди, включають Ієна Андерсона, Донована та групу Runrig. Пісня Енії «Ebudæ» з альбому «Shepherd Moons» заснована на традиційній народній пісні, яку жінки островів співали під час одного з етапів виготовлення тканини.
Поет Сорлі Маклін народився на острові Расей, про який йдеться у його найбільш відомій поемі «Hallaig». Джордж Орвелл написав значну частину знаменитої антиутопії «1984», коли жив у Барнхіллі на острові Джура, а Джеймс Баррі написав сценарій для екранізації 1924 року «Пітер Пен» на Ейлін Шона. Кресіда Ковел, автор «Як приборкати дракона», у дитинстві проводила літні місяці на Внутрішніх Гебридах і зазначила, що вони є «одним з найпрекрасніших місць світу» та «місцем, де ви очікуєте побачити драконів над головою».

## Дика природа

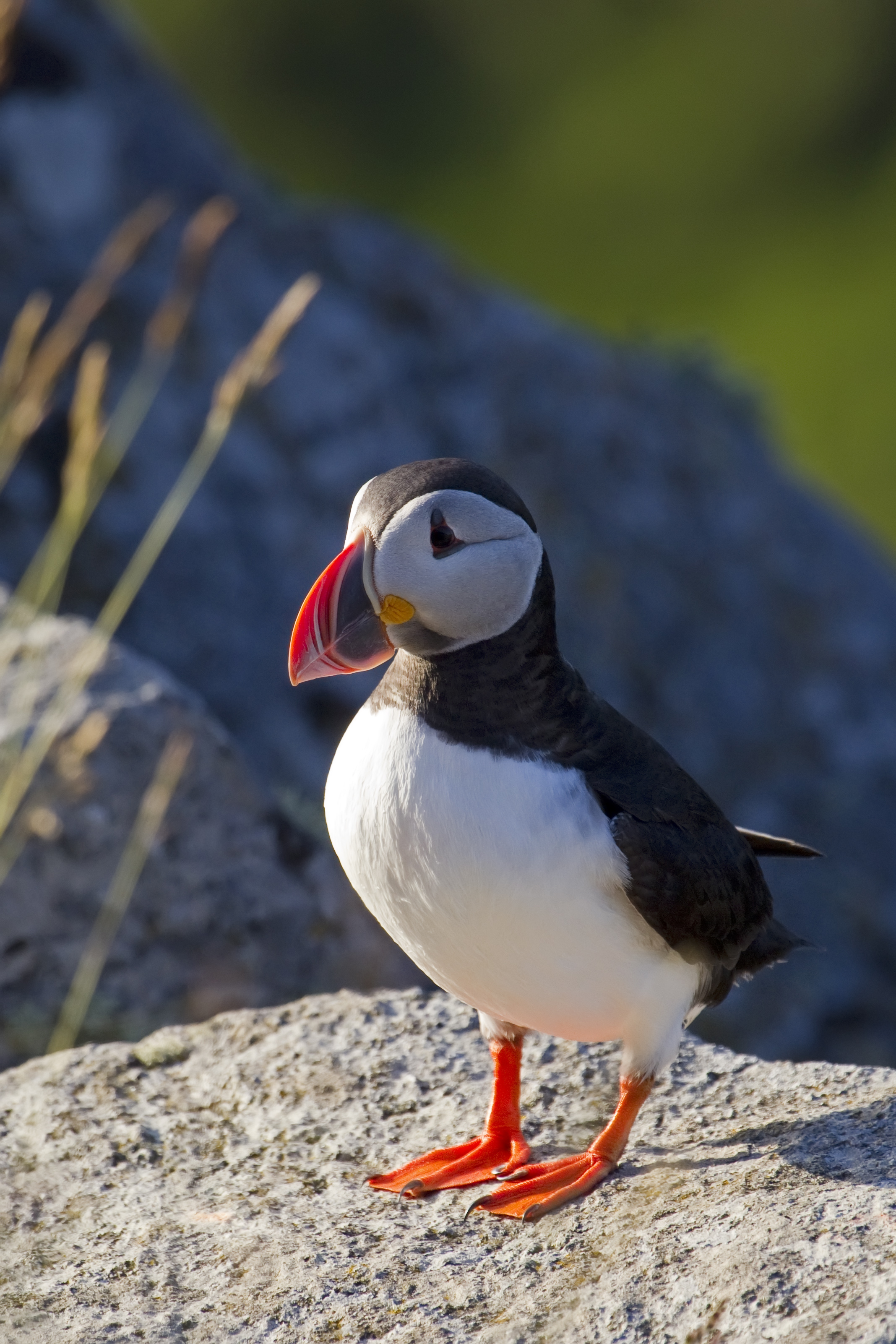
Дорослий тупик атлантичний (Fratercula arctica) у оперенні парування на островах Трешніш.

З одного боку, на Гебридах біорізноманіття менше, ніж на материковій Британії, наприклад там зустрічається менше половини видів ссавців Але там зустрічається багато диких птахів, наприклад деркач, гагара червоношия, голуб сизий, мартин трипалий, чистун арктичний, тупик атлантичний, гоголь, беркут і орлан-білохвіст Останній був відновлений на острові Рум 1975 року і успішно поширився на сусідні острови, у тому числі Малл. Також присутня невелика популяція галки червонодзьобої, в основному на островах Айлей і Колонсей.
Заєць білий (який, ймовірно, був відсутній на острові Скай у 18-му ст.) і кріль європейський зараз присутні у великій кількості; на них полюють кіт лісовий і куниця лісова. Олень благородний поширений у пагорбах, а тев'як і тюлень звичайний присутні у водах біля берегів Шотландії у міжнародно значущих кількостях, мають колонії на Оронсей та островах Трешніш (перший) та у Фірт-оф-Лорн (другий). У повноводних прісноводних струмках присутні пструг струмковий, лосось атлантичний і рясоніжка велика, а у морі зустрічаються смугач малий, косатка, акула велетенська, фоценові і дельфіни, а також великий суходільний краб і устриці (наприклад у протоці Скалпей).. У солоних озерах є національно значимі колонії одного з видів мідій і офіурів.
На островах поширені вересові пустиші, на яких ростуть верес звичайний, Erica cinerea, Erica tetralix, мірика звичайна і костриця, а також різноманітні альпійські та арктичні рослини, у тому числі моховинка (Sagina) і мокричник.